# Afrarchaea lawrencei
Espèce
Afrarchaea lawrencei est une espèce d'araignées aranéomorphes de la famille des Archaeidae.

## Distribution
Cette espèce est endémique du KwaZulu-Natal en Afrique du Sud,.

## Étymologie
Cette espèce est nommée en l'honneur de Reginald Frederick Lawrence.

## Publication originale
- Lotz, 1996 : Afrotropical Archaeidae (Araneae): 1. New species of Afrarchaea with notes on Afrarchaea godfreyi (Hewitt, 1919). Navorsinge van die Nasionale Museum Bloemfontein, vol. 12, p. 141-160.